# Tyge Hvass

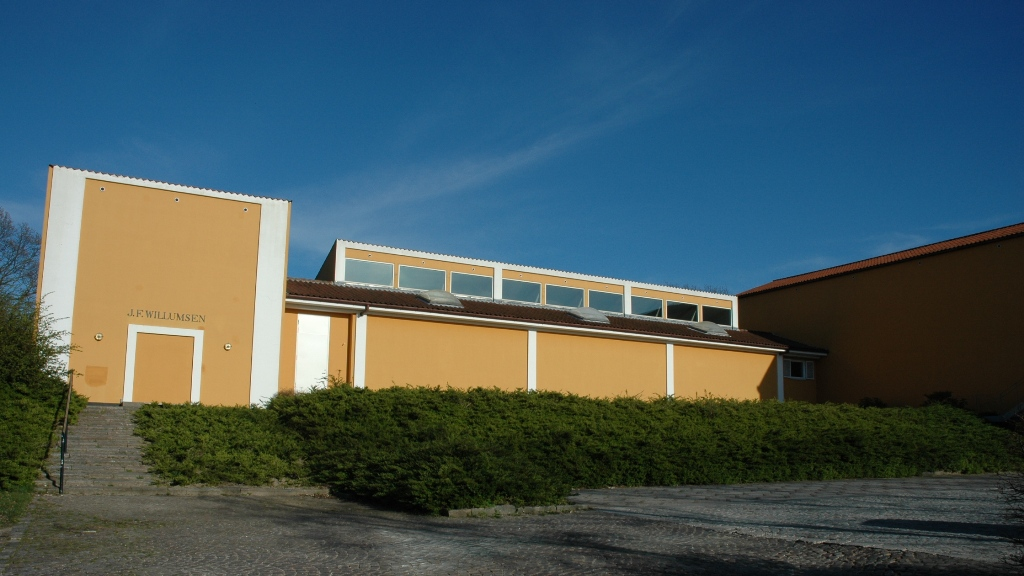
J.F. Willumsens Museum, Frederikssund.

Tyge Hvass (Randrup, 5 de julio de 1885 - Copenhague, 4 de septiembre de 1963), fue un arquitecto danés. Autor del Museo J.F. Willumsens en Frederikssund y del Pabellón de Dinamarca para la Exposición Internacional de Barcelona (1929).

## Obras

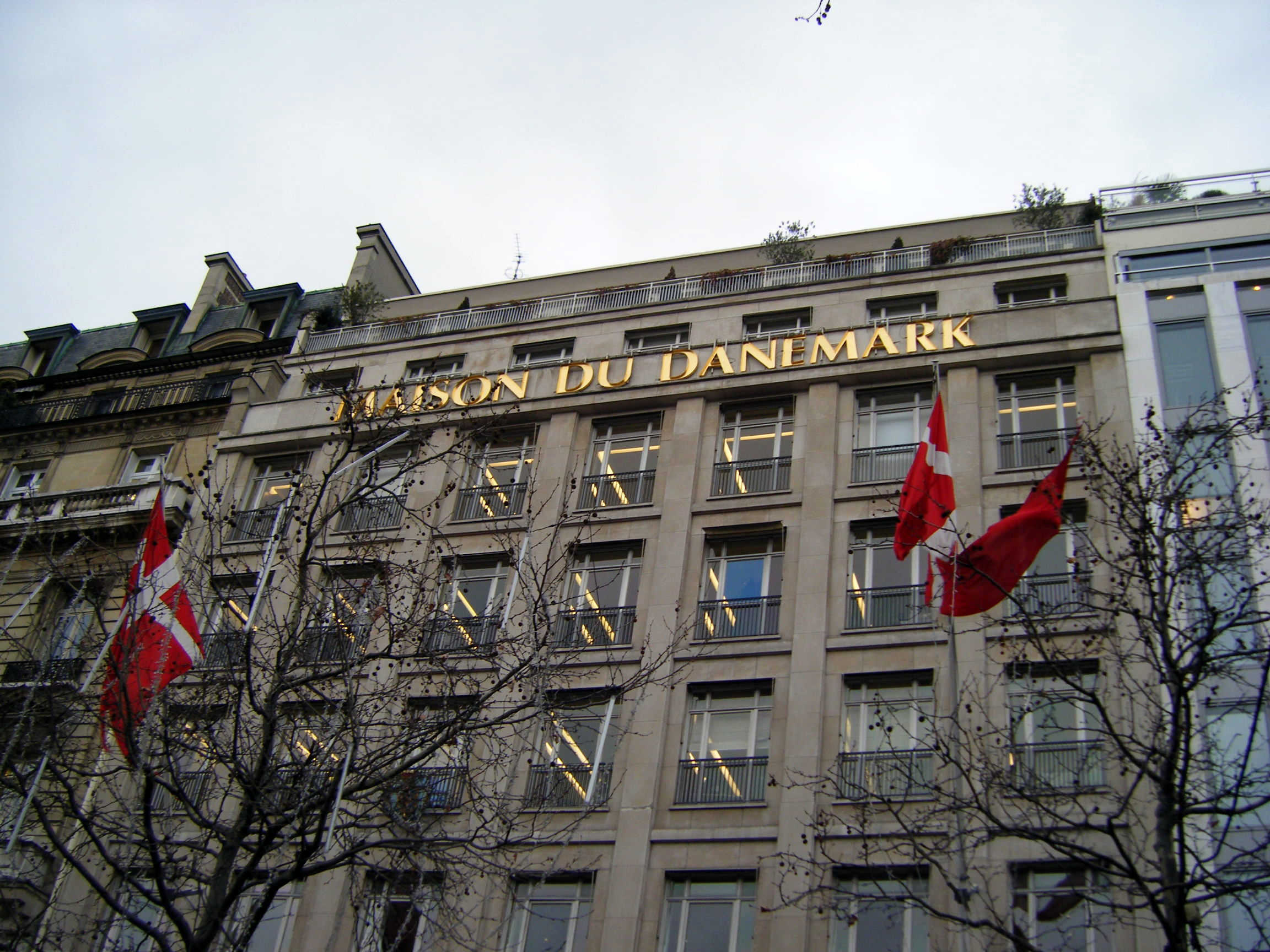
Casa de Danmarks, en París.

- Lundeskovsvej 26 & 31 i Studiebyen, Hellerup (1920-24)
- Hambros Allé 20, Hellerup (1923)
- Søllingsvej 6, Charlottenlund (1930)
- Helleruplunds Allé 15, Hellerup (1931)
- Dalgas Boulevard 46, Frederiksberg (1933)
- Heslehøj Allé 6, Hellerup (1933)
- Lysagervej 4, Charlottenlund (1934)
- Parkovsvej 12, Gentofte (1934)
- Svanemøllevej 18, Ryvangen (1935)
- Kratvænget 11, Charlottenlund (1937)
- Bernstorffsvej 27, Hellerup (1938)
- Eget hus, Tuborgvej 99, Hellerup (1940)
- Vognmandsmarken, Østerbro, København (1933)
- Ved Volden, Christianshavn (1938, sammen med Henning Jørgensen)
- Store Vigerslevgård ved Damhusparken (1947-48)
- Ombygning af Øster Kapel, Bispebjerg Kirkegård (1930, nedrevet)
- Ombygning af herregården Ødemark (1935-36)
- Friluftsscene, Bellahøj (1938, siden ombygget til amfiteater af C.Th. Sørensen)
- Folkebygning, Københavns Sydhavn (1940)
- Restaurering af malerisalen, Moltkes Palæ, Dronningens Tværgade, København (1942)
- Landhusholdningsselskabets bygning, Rolighedsvej 26, Frederiksberg
- Det danske Sømandshjem, Antwerpen (1946-48)
- Idrætshøjskole, Sønderborg (1952)
- Danmarkshuset og den danske Kirke i Paris (1952-55)
- Silo til Kongens Bryghus, nu Carlsberg-siloen, Vesterbro, København (1956-57, ombygget til lejligheder 1994-97)
- J.F. Willumsens Museum, Frederikssund (1954-57, tilbygning ved Theo Bjerg)
- Museumsbygning ved Æbelholt Klosterruin (1957)

- Datos: Q3368084
- Multimedia: Tyge Hvass / Q3368084